# The Future of the Mind
The Future of the Mind: The Scientific Quest to Understand, Enhance, and Empower the Mind är en populärvetenskaplig bok av futuristen och fysikern Michio Kaku. Boken utgavs 2014. 
Boken diskuterar olika möjligheter av avancerad teknik som kan förändra hjärnan och sinnet. Kaku diskuterar även saker som telepati, telekinesi, medvetandet, artificiell intelligens, och transhumanism, samt täcker ett brett spektrum av ämnen. Kaku föreslår även en "rymdtid teori om medvetandet".